# قوشقوان علیا
قوشقوان علیا یکی از روستاهای استان آذربایجان شرقی است که در دهستان چاراویماق مرکزی بخش مرکزی شهرستان چاراویماق واقع شده‌است.این روستا ۷۵ نفر جمعیت دارد.